# Power (canción de Exo)
«Power» es un sencillo grabado por el grupo surcoreano EXO para la reedición de su cuarto álbum de estudio The War. Se publicó el 5 de septiembre de 2017 en coreano y mandarín por S.M. Entertainment.

## Antecedentes y lanzamiento
«Power» fue producida por LDN Noise, conocido por producir canciones para los compañeros de EXO como SHINee, f(x), y Red Velvet, así como las canciones anteriores del grupo, «Lucky One» y «Monster» y es una canción EDM con sonidos de sintetizador dinámico y ritmos de batería. Las letras hablan de cómo uno puede llegar a ser más fuerte a través de la música que une a todos en uno. Billboard declaró: «La canción está a la altura de su nombre y es uno de los sencillos más enérgicos de EXO hasta la fecha». La canción fue publicada el 5 de septiembre.

## Vídeo musical
Un teaser del vídeo musical de «Power» fue lanzado el 4 de septiembre de 2017 por S.M. Entertainment. Los vídeos musicales en coreano y mandarín de «Power» fueron publicados el 5 de septiembre. El vídeo musical comienza con una narración explicando el nuevo mundo de EXO junto con las canciones EXO previamente lanzadas, y luego se convierte en un videojuego. La fuerza roja (su oponente) que se convirtió en una máquina, obtiene los orbes de los poderes de cada integrante que les fue asignado en los comienzos de su carrera. Macrograph, el estudio local de VFX responsable de los efectos visuales de películas surcoreanas como Roaring Currents y Northern Limit Line, manejó los efectos visuales del vídeo.
El vídeo musical coreano alcanzó un millón de reproducciones en sus primeras tres horas de lanzamiento y 6 605 588 en veinticuatro horas. Diez días después, el vídeo obtuvo un millón de «me gusta».

## Promoción

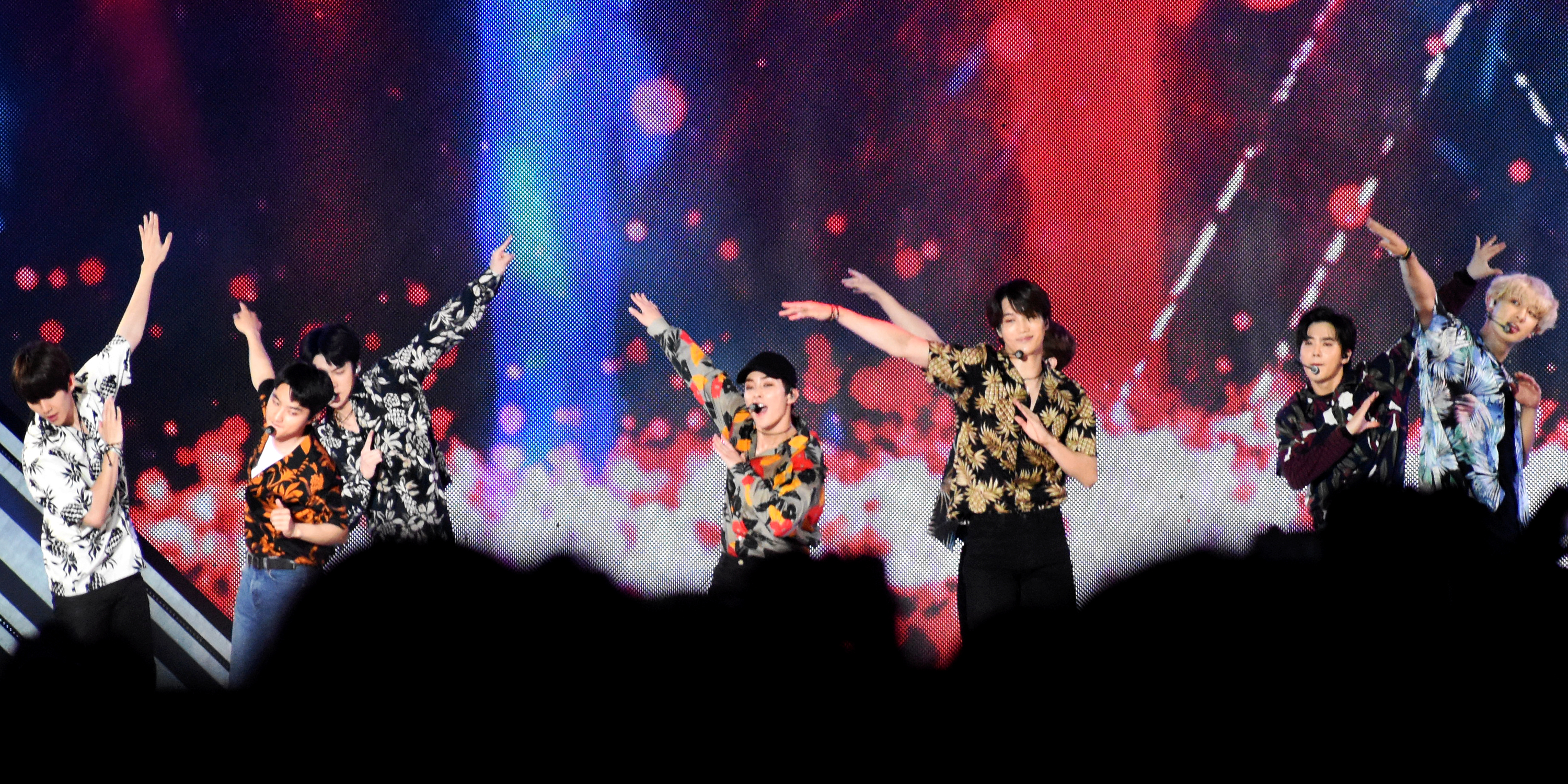
EXO en el Incheon airport Sky festival celebrado el 2 de septiembre del 2018

S.M. comenzó a lanzar teasers de la reedición del álbum con el mensaje «The Power of Music». El primer teaser titulado #Total_Eclipse fue lanzado el 21 de agosto de 2017 al mismo tiempo que sucedió el eclipse solar del 21 de agosto de 2017. El segundo teaser fue lanzado el 28 de agosto titulado «Parallel_Universe». El tercer teaser titulado «Power # RF_05» fue lanzado el 30 de agosto.
El mismo día, el título de la reedición fue revelado como The War: The Power of Music y que sería lanzado el 5 de septiembre de 2017 con doce canciones incluyendo el sencillo «Power». S.M. comenzó a lanzar imágenes teaser de cada miembro a partir del 30 de agosto. El 6 de septiembre, EXO celebró una pequeña fanmeet en la que interpretaron «Power» por primera vez. EXO comenzó a promocionar «Power» en los programas de música de Corea del Sur el 7 de septiembre.

## Actuación comercial
La canción debutó en la segunda posición de Gaon Digital y Download Chart, así como en el tercer puesto de Billboard's US World Digital.
El 14 de septiembre, la canción de EXO, «Power», obtuvo la puntuación más alta de todos los tiempos en M! Countdown con 11 000 puntos, convirtiendo a EXO en el primer artista en lograr una puntuación perfecta después de que los cambios del sistema fueran implementados en junio de 2015. La victoria también marca su centésimo triunfo en programas musicales.

## Remixes
El 18 de octubre, se reveló que cuatro remixes de la canción hechos por los DJs: R3hab, Dash Berlin, IMLAY y SHAUN se lanzaron a través de SM Station el 20 de octubre.

### Lista de canciones
| Power |                             |          |  |
| N.º   | Título                      | Duración |  |
| 2.    | «Power» (Dash Berlin Remix) | 05:00    |  |
| 3.    | «Power» (IMLAY Remix)       | 03:18    |  |
| 4.    | «Power» (SHAUN Remix)       | 04:16    |  |

## Posicionamiento en listas

### Listas semanales
| Lista (2017)                            | Mejor posición |
| --------------------------------------- | -------------- |
| China V Chart (Billboard)               | 6              |
| Japón (Japan Hot 100)                   | 70             |
| Filipinas (Philippine Hot 100)          | 17             |
| (BillboardPH Kpop Top 5)                | 1              |
| Corea del Sur (Gaon Digital Chart)      | 2              |
| Estados Unidos (US Hot Singles Sales)   | 2              |
| Estados Unidos (US World Digital Songs) | 3              |

## Premios y nominaciones
| Año  | Premio                       | Categoría           | Resultado |
| ---- | ---------------------------- | ------------------- | --------- |
| 2017 | 19th Mnet Asian Music Awards | Mejor vídeo musical | Nominado  |

### Victorias en programas musicales
| Programa            | Fecha                    |
| ------------------- | ------------------------ |
| Show Champion (MBC) | 13 de septiembre de 2017 |
| M! Countdown (Mnet) | 14 de septiembre de2017  |
| Music Bank (KBS)    | 15 de septiembre de 2017 |
| Music Bank (KBS)    | 22 de septiembre de 2017 |
| Inkigayo (SBS)      | 17 de septiembre de 2017 |

## Historial de lanzamiento
| Región        | Fecha                   | Formato          | Distribuidora                   |
| ------------- | ----------------------- | ---------------- | ------------------------------- |
| Corea del Sur | 5 de septiembre de 2017 | Descarga digital | S.M. Entertainment, Genie Music |
| Mundo         | 5 de septiembre de 2017 | Descarga digital | S.M. Entertainment              |